# Goya 2004
Die 18. Verleihung des Goya fand am 31. Januar 2004 im Palacio Municipal de Congresos in Madrid statt. Der spanische Filmpreis wurde in 28 Kategorien vergeben. Die Moderation der Verleihung übernahmen die Schauspieler Cayetana Guillén Cuervo und Diego Luna.
Die meisten Preise des Abends erhielt Icíar Bollaíns Beziehungsdrama Öffne meine Augen, das von einer Frau handelt, die sich nach zehn Jahren von ihrem Mann trennt, der sie regelmäßig geschlagen hat. Der Film, der bei insgesamt neun Nominierungen in sieben Kategorien siegreich war, konnte sich unter anderem gegen Isabel Coixets Mein Leben ohne mich mit Sarah Polley in der Hauptrolle durchsetzen. Als bester Film waren auch David Truebas Literaturverfilmung Soldados de Salamina, die von Spanien für einen Oscar in der Kategorie Bester fremdsprachiger Film vorgeschlagen wurde, und Antonio Merceros auf dem World Film Festival ausgezeichneter Jugendfilm Planta 4ª nominiert.
Laia Marull und Luis Tosar wurden für ihre Darbietungen in Öffne meine Augen als beste Hauptdarsteller ausgezeichnet; in den Nebendarstellerkategorien gewannen Eduard Fernández und Candela Peña. Das in der DDR und der Wendezeit angesiedelte, von Wolfgang Becker inszenierte Filmdrama Good Bye, Lenin! wurde in der Kategorie Bester europäischer Film prämiert und war damit der erste deutsche Film, der mit einem Goya ausgezeichnet wurde. Historias Mínimas des Argentiniers Carlos Sorín erhielt den Goya als bester ausländischer Film in spanischer Sprache. Dem argentinischen Schauspieler Héctor Alterio, der seit Ende der 1950er Jahre im Filmgeschäft tätig ist und unter anderem in Der Sohn der Braut und Eine unmögliche Liebe mitspielte, wurde der diesjährige Ehren-Goya verliehen.

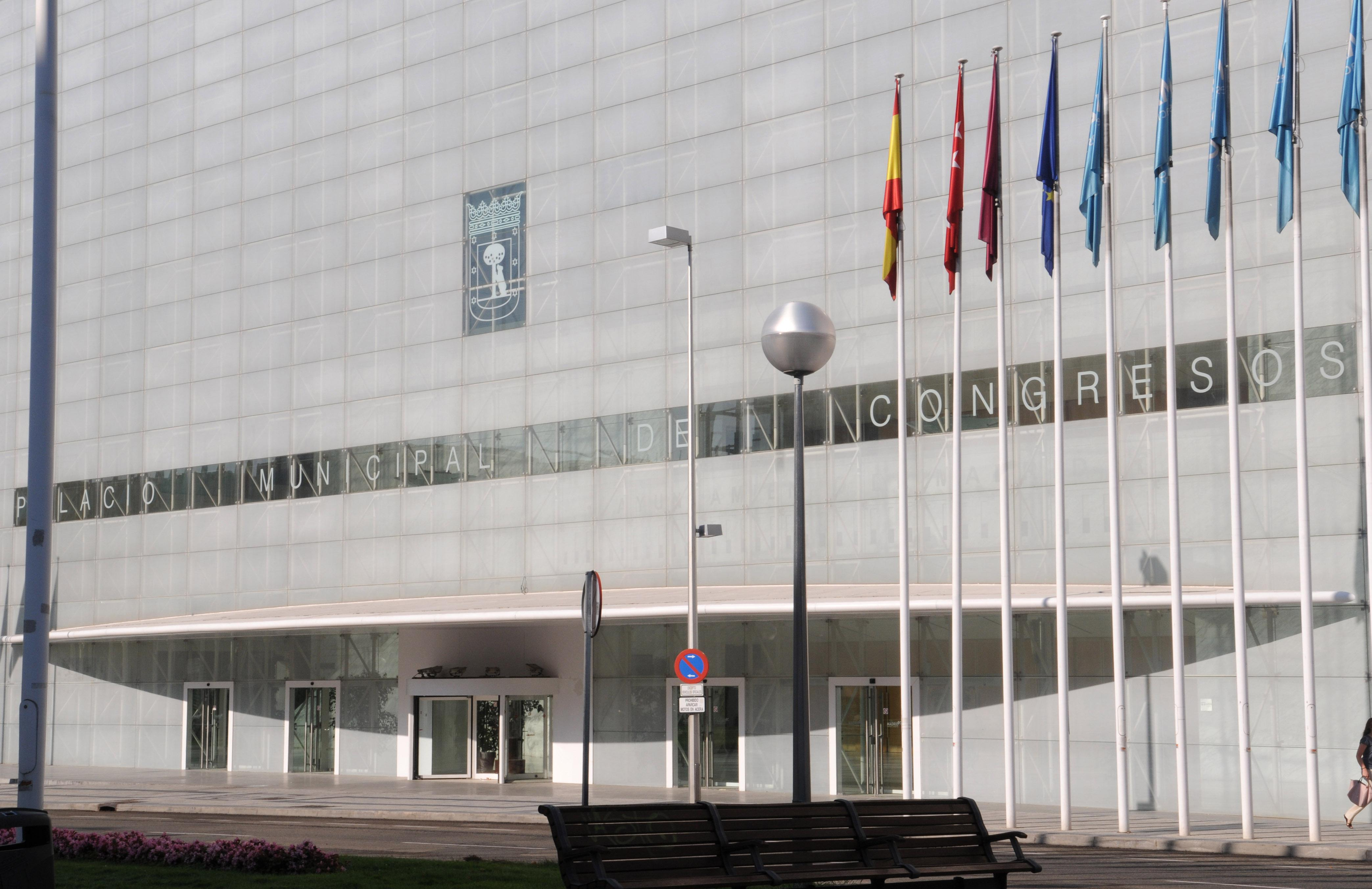
Der Palacio Municipal de Congresos, der Veranstaltungsort der Verleihung

## Gewinner und Nominierte
| Statistik (Filme mit mehr als einer Nominierung) N=Nominierung; A=Auszeichnung |   |   |
| Film                                                                           | N | A |
| Öffne meine Augen                                                              | 9 | 7 |
| Soldados de Salamina                                                           | 8 | 1 |
| Carmen                                                                         | 7 | 1 |
| Clever & Smart                                                                 | 6 | 5 |
| Mein Leben ohne mich                                                           | 5 | 2 |
| Al sur de Granada                                                              | 5 | 1 |
| Días de fútbol                                                                 | 5 | 1 |
| En la Ciudad – In der Stadt                                                    | 4 | 1 |
| Die Torremolinos Homevideos                                                    | 4 | 0 |
| La luz prodigiosa                                                              | 4 | 0 |
| Das Novembermanifest                                                           | 3 | 0 |
| Hotel Danubio                                                                  | 3 | 0 |
| Der Fremde im Park                                                             | 2 | 1 |
| La suerte dormida                                                              | 2 | 1 |
| El lápiz del carpintero                                                        | 2 | 0 |
| El misterio Galindez                                                           | 2 | 0 |
| Las horas del día                                                              | 2 | 0 |
| La vida mancha                                                                 | 2 | 0 |
| Suite Havanna                                                                  | 2 | 0 |

### Bester Film (Mejor película)
Öffne meine Augen (Te doy mis ojos) – Regie: Icíar Bollaín
- Mein Leben ohne mich (My Life Without Me) – Regie: Isabel Coixet
- Planta 4ª – Regie: Antonio Mercero
- Soldados de Salamina – Regie: David Trueba

### Beste Regie (Mejor dirección)
Icíar Bollaín – Öffne meine Augen (Te doy mis ojos)
- Cesc Gay – En la Ciudad – In der Stadt (En la ciudad)
- Isabel Coixet – Mein Leben ohne mich (My Life Without Me)
- David Trueba – Soldados de Salamina

### Beste Nachwuchsregie (Mejor dirección novel)
Ángeles González-Sinde – La suerte dormida
- David Serrano – Días de fútbol
- Jaime Rosales – Las horas del día
- Pablo Berger – Die Torremolinos Homevideos (Torremolinos 73)

### Bester Hauptdarsteller (Mejor actor)
Luis Tosar – Öffne meine Augen (Te doy mis ojos)
- Ernesto Alteiro – Días de fútbol
- Alfredo Landa – La luz prodigiosa
- Javier Cámara – Die Torremolinos Homevideos (Torremolinos 73)

### Beste Hauptdarstellerin (Mejor actriz)
Laia Marull – Öffne meine Augen (Te doy mis ojos)
- Adriana Ozores – La suerte dormida
- Sarah Polley – Mein Leben ohne mich (My Life Without Me)
- Ariadna Gil – Soldados de Salamina

### Bester Nebendarsteller (Mejor actor de reparto)
Eduard Fernández – En la Ciudad – In der Stadt (En la ciudad)
- José Luis Gómez – La luz prodigiosa
- Joan Dalmau – Soldados de Salamina
- Juan Diego – Die Torremolinos Homevideos (Torremolinos 73)

### Beste Nebendarstellerin (Mejor actriz de reparto)
Candela Peña – Öffne meine Augen (Te doy mis ojos)
- María Pujalte – El lápiz del carpintero
- Mónica López – En la Ciudad – In der Stadt (En la ciudad)
- María Botto – Soldados de Salamina

### Bester Nachwuchsdarsteller (Mejor actor revelación)
Fernando Tejero – Días de fútbol
- Víctor Clavijo – El regalo de Silvia
- Juan Sanz – La vida mancha
- Óscar Jaenada – Das Novembermanifest (Noviembre)

### Beste Nachwuchsdarstellerin (Mejor actriz revelación)
María Valverde – Der Fremde im Park (La flaqueza del Bolchevique)
- Verónica Sánchez – Al sur de Granada
- Nathalie Poza – Días de fútbol
- Elisabet Gelabert – Öffne meine Augen (Te doy mis ojos)

### Bestes Originaldrehbuch (Mejor guion original)
Icíar Bollaín und Alicia Luna – Öffne meine Augen (Te doy mis ojos)
- Cesc Gay und Tomàs Aragay – En la Ciudad – In der Stadt (En la ciudad)
- Jaime Rosales und Enric Rufas – Las horas del día
- Pablo Berger – Die Torremolinos Homevideos (Torremolinos 73)

### Bestes adaptiertes Drehbuch (Mejor guion adaptado)
Isabel Coixet – Mein Leben ohne mich (My Life Without Me)
- Lorenzo Silva und Manuel Martín Cuenca – Der Fremde im Park (La flaqueza del Bolchevique)
- Fernando Marías – La luz prodigiosa
- David Trueba – Soldados de Salamina

### Beste Produktionsleitung (Mejor dirección de producción)
Luis Manso und Marina Ortiz – Clever & Smart (La gran aventura de Mortadelo y Filemón)
- Pilar Robla – Al sur de Granada
- Ana Vila – Carmen
- Josean Gómez – El misterio Galindez

### Beste Kamera (Mejor fotografía)
Javier Aguirresarobe – Soldados de Salamina
- José Luis Alcaine – Al sur de Granada
- Paco Femenia – Carmen
- Alfredo F. Mayo – El misterio Galindez

### Bester Schnitt (Mejor montaje)
Iván Aledo – Clever & Smart (La gran aventura de Mortadelo y Filemón)
- Teresa Font – Carmen
- Rosario Sáinz de Rozas – Días de fútbol
- Ángel Hernández Zoido – Öffne meine Augen (Te doy mis ojos)

### Bestes Szenenbild (Mejor dirección artística)
César Macarrón – Clever & Smart (La gran aventura de Mortadelo y Filemón)
- Benjamín Fernández – Carmen
- Juan Pedro de Gaspar – El lápiz del carpintero
- Félix Murcia – La luz prodigiosa

### Beste Kostüme (Mejor diseño de vestuario)
Yvonne Blake – Carmen
- Lourdes de Orduña und Montse Sancho – Hotel Danubio
- Nereida Bonmatí – Das Novembermanifest (Noviembre)
- Tatiana Hernández – Clever & Smart (La gran aventura de Mortadelo y Filemón)

### Beste Maske (Mejor maquillaje y peluquería)
José Antonio Sánchez und Paquita Núñez – Clever & Smart (La gran aventura de Mortadelo y Filemón)
- Miguel Sesé und Natalia Sesé – Carmen
- Cristóbal Criado und Alicia López – Hotel Danubio
- Paco Rodríguez H. und Karmele Soler – Das Novembermanifest (Noviembre)

### Beste Spezialeffekte (Mejores efectos especiales)
Raúl Romanillos, Pau Costa, Julio Navarro und Félix Bergés – Clever & Smart (La gran aventura de Mortadelo y Filemón)
- Reyes Abades, Jesús Pascual, José Rossi und Chema Remacha – El refugio del mal
- Reyes Abades, Alfonso Nieto und Pablo Núñez – Al sur de Granada
- Pedro Moreno, Alfonso Nieto und Emilio Ruiz del Río – Soldados de Salamina

### Bester Ton (Mejor sonido)
Eva Valiño, Pelayo Gutiérrez und Alfonso Pino – Öffne meine Augen (Te doy mis ojos)
- Nacho Royo, Alfonso Pino und Licio Marcos de Oliveira – La vida mancha
- Sílvio Darrin, Carlos Garrido und Alicia Saavedra – La selva
- Iván Mayoral, Agustín Peinado und Carlos Garrido – Más de mil cámaras velan por tu seguridad

### Beste Filmmusik (Mejor música original)
Juan Bardem – Al sur de Granada
- Santi Vega – Eyengui, el Dios del sueño
- Pablo Cervantes – Hotel Danubio
- Juan Carlos Cuello – Valentín

### Bester Filmsong (Mejor canción original)
„Humans Like You“ von Chop Suey – Mein Leben ohne mich (My Life Without Me)
- „Atraco a tu corazón“ von Paco Ortega – Atraco a las 3 … y media
- „Cuando me maten“ von José Nieto – Carmen
- „Just Sorcery“ von Mario de Benito und Richelieu Morris – Cosa de brujas

### Bester Kurzfilm (Mejor cortometraje de ficción)
Sueños – Regie: Daniel Guzmán
- Carisma – Regie: David Planell
- En camas separadas – Regie: Javier Rebollo
- Exprés – Regie: Daniel Sánchez Arévalo
- Promoción (Prohibida su venta) – Regie: Luis Arribas

### Bester animierter Kurzfilm (Mejor cortometraje de animación)
Regaré con lágrimas tus pétalos – Regie: Juan Carlos Marí
- A… Mantis Religiosa – Regie: Pablo Núñez und Antonio Ojeda
- El desván – Regie: José Corral
- La habitación inclinada – Regie: Pako Bagur, Freddy Córdoba und Ibán José
- Manipai – Regie: Jorge Dayas

### Bester Dokumentarkurzfilm (Mejor cortometraje documental)
Los niños del Nepal – Regie: Juan Soler und Javier Berrocal
- Lección de cine – Regie: Rodolfo Montero
- Yo soy de mi barrio – Regie: Juan Vicente Córdoba

### Bester Animationsfilm (Mejor película de animación)
El Cid – Die Legende (El Cid: La leyenda) – Regie: José Pozo
- El embrujo del Sur – Regie: Juan Bautista Berasategi
- Glup – Regie: Íñigo Berasategui und Aitor Arregui
- Die 3 Könige und ihre Abenteuer im Morgenland (Los Reyes Magos) – Regie: Antonio Navarro

### Bester Dokumentarfilm (Mejor película documental)
Un instante en la vida ajena – Regie: José Luis López Linares
- La pelota vasca: La piel contra la piedra – Regie: Julio Medem
- Polígono sur – Regie: Dominique Abel
- Suite Havanna (Suite Habana) – Regie: Fernando Pérez

### Bester europäischer Film (Mejor película europea)
Good Bye, Lenin!, Deutschland – Regie: Wolfgang Becker
- Dogville (Dogville), Dänemark – Lars von Trier
- Die Blume des Bösen (La fleur du mal), Frankreich – Regie: Claude Chabrol
- Die Träumer (The Dreamers), Großbritannien/Frankreich/Italien – Regie: Bernardo Bertolucci

### Bester ausländischer Film in spanischer Sprache (Mejor película extranjera de habla hispana)
Historias Mínimas (Historias mínimas), Argentinien – Regie: Carlos Sorín
- El misterio del Trinidad, Mexiko – Regie: José Luis García Agraz
- El viaje hacia el mar, Uruguay – Regie: Guillermo Casanova
- Suite Havanna (Suite Habana), Kuba – Regie: Fernando Pérez

## Ehrenpreis (Goya de honor)
- Héctor Alterio, argentinischer Schauspieler